# RAF Northolt
RAF Northolt er en flybase tilhørende Royal Air Force i Hillingdon i London. Den ligger omkring ti kilometer nord for London Heathrow Airport. I tillæg til militær aktivitet er der betydelig offentlig aktivitet på Northolt. 
Navnet kommer, i modsætning til hvad mange tror, ikke fra byen Northolt som ligger i nærheden. Det var normalt at tidlige RAF-baser fik navn efter nærmeste jernbanestation, hvilket i dette tilfælde var Northolt Junction (nu South Ruislip station). 
Basen blev åbnet i maj 1915 for Royal Flying Corps' fly. Under 2. verdenskrig var den en aktiv base for RAF og Polskie Siły Powietrzne, de frie polske flystyrker i England og Frankrig. Efter krigens slut blev den en vigtig offentlig flyplads, men da Heatrow åbnede blev den igen brugt til militære formål. I perioden 1950–1980 var der stationeret fly fra United States Air Force, United States Navy, Royal Canadian Air Force og Armée de l'Air på Northolt. Den er pr. 2007 hovedbase for 32 (The Royal) Squadron. Siden omkring 1980 har der været større offentlig end militær trafik på flybasen. 
- Wikimedia Commons har flere filer relateret til RAF Northolt

| Luftfart | Spire Denne artikel om flyvning er en spire som bør udbygges. Du er velkommen til at hjælpe Wikipedia ved at udvide den. |